# Los Mirlos
Los Mirlos (Deutsch: Die Amseln) sind eine peruanische Cumbia-Gruppe, aus Moyobamba, Hauptstadt der Region San Martín.

## Geschichte
Im Jahre 1968 begann eine Gruppe Jugendlicher aus Moyobamba, unter der Anleitung von den Brüdern Jorge und Carlos Rodríguez Grández, Musik zu machen und so die Musik und die Gebräuche ihrer Heimat bekannt zu machen. Ihrer Gruppe gaben sie den Namen Los Saetas (Die Pfeile). Zu Beginn unterhielten sie so mit ihrem Gesang, begleitet von Gitarren- und Akkordeonmusik, die Besucher von kleinen Festen.
1971 schließlich gingen Los Saetas nach Lima. Dort schlossen sie sich der Musikgruppe um Segundo Rodríguez Grández und Wagner Grández an. Gemeinsam entschieden sie noch im selben Jahr, den Namen ihrer Musikgruppe in Los Mirlos zu Ehren des schwarzen Vögelchens, das auch im peruanischen Urwald lebt, zu ändern, das sogar menschliche Stimmen nachahmen kann.

### Der internationale Erfolg
In den 1980er Jahren reiste Jorge Rodríguez in die USA, um modernes Soundequipment zu besorgen. Die Gruppe professionalisierte sich, es kam eine elektrische Orgel hinzu, das Gitarrenspiel wurde verbessert und Jorge Rodríguez wurde zum Sänger der Gruppe.
In den folgenden Jahren gab es einige Tourneen der Mirlos, zum Beispiel nach Argentinien, Bolivien, Ekuador, Kolumbien. Das Lied La Danza de Los Mirlos (Der Tanz der Mirlos) wird auch als „Die Cumbiahymne“ bezeichnet.

### Los Mirlos Heute
Derzeit sind Los Mirlos weiterhin in ganz Peru erfolgreich. Inzwischen wurden fast 30 Schallplatten, Kassetten und CDs veröffentlicht.
Jorge Rodríguez, bis heute führender Kopf bei den Mirlos ist seit einigen Jahren aktives Mitglied bei APDAYC, der Organisation von Liedautoren und Komponisten Perus.
Mit den Jahren gab es mehrere Wechsel bei den Mitgliedern der Gruppe.
Viele ihrer Lieder hatten (und haben) einen großen Erfolg in Lateinamerika, besonders in Argentinien, wo Gruppen wie Damas Gratis La Danza de los Mirlos und auch El Lamento de la Selva in ihrem Repertoire haben.

## Singles
In ihrer sehr langen Liste von Erfolgen scheinen Los Charapas de Oro, cumbia amazónica, und auch die CD Poder Verde besonders hervor. Bekannt sind außerdem noch folgende:
- El Sonido de los Mirlos (dt. Der Klang der Mirlos)
- Amor Tierno Amor
- Lamento en La Selva (dt. Das Wehklagen des Urwaldes)
- La Danza del Petrolero (dt. Der Tanz des Erdölförderarbeiters)
- El Poder Verde  (dt. Die grüne Macht)
- Tírense con la Escoba
- Eres Mentirosa  (dt. Du bist eine Lügnerin)
- A Nelly (dt. An Nelly)
- El Milagro Verde (dt. Das grüne Wunder)
- Cumbia del Amor (dt. Cumbia der Liebe)
- Ay Cariño (dt. Ach meine Liebe)
- Muchachita del Oriente (dt. Das Mädchen aus dem Osten (Perus))
- El Curandero (dt. Der Heiler)
- Sabor a Selva  (dt. Geschmack des Urwaldes)